# Kaito Ishikawa
Kaito Ishikawa (石川 界人 Ishikawa Kaito?,  Bunkyō, Tokio, 13 de octubre de 1993) es un actor de voz japonés, afiliado a Stay Luck. Algunos de sus roles más destacados incluyen el de Tobio Kageyama en Haikyū!!, Ignatio Axis en Toaru Hikūshi e no Koiuta, Arata Kokonoe/Nine en Zankyō no Terror, Rinne Rokudō en Kyōkai no Rinne, Genos en One Punch-Man, Tenya Iida en My Hero Academia, Naofumi Iwatani en Tate no Yūsha no Nariagari, Sakuta Azusagawa en Seishun Buta Yarou, entre otros. 
Durante la octava edición de los Seiyū Awards, Ishikawa ganó el premio a "Mejor Actor Nuevo" junto a su colega Daiki Yamashita por sus paples en Suisei no Gargantia, Red Data Girl y Tokyo Ravens. En la décima cuarta edícion de los Seiyū Awards, ha sido condecorado junto a Makoto Furukawa con el premio a "Mejor Actor Secundario" por sus papeles en Haikyū!! y Tate no Yūsha no Nariagari.

## Filmografía

### Anime
- Roles principales en negrita

| Año            | Título                                                   | Papel                                      |
| -------------- | -------------------------------------------------------- | ------------------------------------------ |
| 2012           | Muv-Luv Alternative: Total Eclipse                       | Nikolai Rogoshkin                          |
| 2012           | Suki-tte ii na yo                                        | Taku                                       |
| 2013           | Kuroko no Basket Season 2                                | Kensuke Fukui                              |
| 2013           | Suisei no Gargantia                                      | Ledo                                       |
| 2013           | Inazuma Eleven GO! Galaxy                                | Hayato Matatagi                            |
| 2013           | Golden Time                                              | Mitsuo Yanagisawa                          |
| 2013           | Nagi no Asukara                                          | Tsumugu Kihara                             |
| 2013           | Tokyo Ravens                                             | Harutora Tsuchimikado                      |
| 2014           | Toaru Hikūshi e no Koiuta                                | Ignatio Axis                               |
| 2014           | Haikyū!!                                                 | Tobio Kageyama                             |
| 2014           | Atelier Escha & Logy: Alchemists of the Dusk Sky         | Logix Fiscario                             |
| 2014           | Nobunaga the Fool                                        | Charlemagno                                |
| 2014           | Diamond no Ace                                           | Shunshin You                               |
| 2014           | Zankyō no Terror                                         | Arata Kokonoe/Nine                         |
| 2014           | Terra Formars                                            | Marcos García                              |
| 2014           | Madan no Ō to Vanadis                                    | Tigrevurmud Vorn                           |
| 2014           | Sora no Method                                           | Sōta Mizusaka                              |
| 2015           | Seiken Tsukai no World Break                             | Moroha Haimura                             |
| 2015           | World Trigger                                            | Kōhei Izumi                                |
| 2015           | Ansatsu Kyoshitsu                                        | Ren Sakakibara                             |
| 2015           | Owari no Seraph                                          | Shihō Kimizuki                             |
| 2015           | Owari no Seraph: Nagoya Kessen-hen                       | Shihō Kimizuki                             |
| 2015           | Noragami Aragoto                                         | Fujisaki Kouto                             |
| 2015           | Kyōkai no Rinne                                          | Rinne Rokudō                               |
| 2015           | Gangsta.                                                 | Cody Balfour                               |
| 2015           | Gate: Jieitai Kanochi nite, Kaku Tatakaeri               | Takeo Kurata                               |
| 2015           | Heavy Object                                             | Heivia Winchell                            |
| 2015           | Kuroko no Basket Season 3                                | Kensuke Fukui                              |
| 2015           | One Punch-Man                                            | Genos                                      |
| 2015           | Haikyū!! Season 2                                        | Tobio Kageyama                             |
| 2016           | Servamp                                                  | Shūhei Tsuyuki                             |
| 2016           | Touken Ranbu: Hanamaru                                   | Kasen Kanesada                             |
| 2016           | Occultic;Nine                                            | Sarai Hashigami                            |
| 2016           | Boku no Hero Academia                                    | Tenya Iida                                 |
| 2016           | Kyōkai no Rinne Season 2                                 | Rinne Rokudō                               |
| 2016           | Sōsei no Onmyōji                                         | Shimon Ikaruga                             |
| 2016           | Pocket Monsters: Sun & Moon                              | Kaki (Kiawe)                               |
| 2016           | Days                                                     | Tetsuya Nitobe                             |
| 2016           | Macross Delta                                            | Roid Brehm                                 |
| 2016           | Bungō Stray Dogs                                         | Rokuzō Taguchi                             |
| 2017           | Boku no Hero Academia Season 2                           | Tenya Iida                                 |
| 2017           | Haikyu!! Karasuno High School vs Shiratorizawa Academy   | Tobio Kageyama                             |
| 2017           | Kyōkai no Rinne Season 3                                 | Rinne Rokudō                               |
| 2017           | Onihei Hankachō                                          | Gohei Ishikawa                             |
| 2017           | Sakurada Reset                                           | Kei Asai                                   |
| 2017           | Tsurezure Children                                       | Takurō Sugawara                            |
| The Idolmaster | Productor                                                |                                            |
| 2018           | Boku no Hero Academia Season 3                           | Tenya Iida                                 |
| 2018           | Dame x Prince Anime Caravan                              | Narek Ishru de Mildonia                    |
| 2018           | Tokyo Ghoul:re                                           | Kuki Urie                                  |
| 2018           | Tokyo Ghoul:re 2nd                                       | Kuki Urie                                  |
| 2018           | Tsurune                                                  | Kaito Onogi                                |
| 2018           | B The Beginning                                          | Minatsuki                                  |
| 2018           | Black Clover                                             | Langris Vaude                              |
| 2018           | Kakuriyo no Yadomeshi                                    | Ranmaru                                    |
| 2018           | Touken Ranbu: Hanamaru Season 2                          | Kasen Kanesada                             |
| 2018           | Magical Girl Ore                                         | Saki Uno                                   |
| 2018           | Kyōto Teramachi Sanjō no Holmes                          | Kiyotaka Yagashira                         |
| 2018           | JoJo's Bizarre Adventure: Golden Wind                    | Sale                                       |
| 2018           | Seishun Buta Yarou wa Bunny Girl Senpai no Yume wo Minai | Sakuta Azusagawa                           |
| 2019           | Tate no Yūsha no Nariagari                               | Naofumi Iwatani                            |
| 2019           | W'z                                                      | Hayate Azuma                               |
| 2019           | Boku no Hero Academia Season 4                           | Tenya Iida                                 |
| 2019           | Ensemble Stars!                                          | Tsumugi Aoba                               |
| 2019           | How Heavy Are the Dumbbells You Lift?                    | Naruzo Machio                              |
| 2020           | Haikyū!! To The Top                                      | Tobio Kageyama                             |
| 2020           | Number24                                                 | Kazutaka Hongō                             |
| 2020           | Pocket Monsters                                          | Kaki (Kiawe)                               |
| 2020           | Taiso Samurai                                            | Atsushi Dōjima                             |
| 2020           | Kanojo, Okarishimasu                                     | Umi Nakano                                 |
| 2021           | 2.43: Seiin High School Boys Volleyball Team             | Subaru Mimura                              |
| 2021           | Bakuten!!                                                | Ryouya Misato                              |
| 2021           | Platinum End                                             | Kanade Uryū                                |
| 2021           | Vanitas no Carte                                         | Noé Archiviste                             |
| 2021           | Yakunara Mug Cup mo                                      | Tokishirō Toyokawa                         |
| 2021           | Boku no Hero Academia Season 5                           | Tenya Iida                                 |
| 2021           | Dragon, Ie wo Kau.                                       | Dearia                                     |
| 2021           | Kemono Jihen                                             | Yui Iwakiyamayukisatoshironanogojuurokushi |
| 2021           | World Trigger 2nd Season                                 | Kouhei Izumi                               |
| 2022           | Tokyo 24-ku                                              | Koki Suido                                 |
| 2022           | Fantasy Bishōjo Juniku Ojisan to                         | Schwartz von Liechtenstein Lohengramm      |
| 2022           | Tate no Yūsha no Nariagari Season 2                      | Naofumi Iwatani                            |
| 2022           | Vanitas no Carte Part 2                                  | Noé Archiviste                             |
| 2022           | Ryman's Club                                             | Souta Saeki                                |
| 2022           | Kakkō no Iinazuke                                        | Nagi Umino                                 |
| 2022           | Bleach: Sennen Kessen-hen                                | Rikū Togakushi                             |
| 2023           | Tomo-chan wa Onnanoko!                                   | Jun'ichirō Kubota                          |
| 2023           | Tsurune Season 2                                         | Kaito Onogi                                |
| 2023           | MASHLE                                                   | Lance Crown                                |
| 2023           | Kimetsu no Yaiba: Katanaji no Sato-hen                   | Karaku                                     |
| 2023           | MF Ghost                                                 | Yōsuke Ōtani                               |